# Thomas Benjamin Cooray
Thomas Benjamin Cooray O.M.I. (1901 - 1988) là một Hồng y người Sri Lanka của Giáo hội Công giáo Rôma. Ông nguyên là Tổng giám mục Tổng giáo phận Colombo từ năm 1947 đến 1976, ngoài ra, ông cũng từng là Chủ tịch Hội đồng Giám mục Sri Lanka. Hồng y Coorey từng tham dự hai mật nghị hồng y diễn ra lần lượt vào tháng 8 và tháng 10 năm 1978, chọn lần lượt Giáo hoàng Gioan Phaolô I và Giáo hoàng Gioan Phaolô II.

## Tiểu sử
Hồng y Cooray sinh ngày 28 tháng 12 năm 1901 tại Periyamulla Negombo, Sri Lanka. Sau quá trình tu học dài hạn trong các cơ sở tôn giáo, ngày 23 tháng 6 năm 1929, Phó tế Cooray được truyền chức linh mục, là linh mục dòng Dòng Truyền giáo Vô Nhiễm Mẹ Maria [O.M.I.].
Ngày 14 tháng 12 năm 1945, Tòa Thánh loan báo tin về việc đã chọn lựa linh mục Thomas Benjamin Cooray, 44 tuổi, làm Tổng giám mục Tổng giáo phận Colombo in Ceylon, hiệu tòa Preslavus. Lễ tấn phong cho tân tổng giám mục phó được cử hành sau đó vào ngày 7 tháng 3 năm 1946, với ba giáo sĩ truyền chức là chủ phong là Tổng giám mục Leo Peter Kierkels, C.P., Khâm sứ Tòa Thánh tại Ấn Độ; hai vị phụ phong là giám mục Edmund Peiris, O.M.I., giám mục chính tòa Giáo phận Chilaw và giám mục Bernardo Regno, O.S.B., giám mục chính tòa Giáo phận Kandy. Tân giám mục chọn cho mình châm ngôn:Ministrare non ministrari.
Ngày 26 tháng 7 năm 1947, ông kế nhiệm chức danh Tổng giám mục chính tòa Colombo in Ceylon. Gần hai mươi năm trên cương vị Tổng giám mục, ngày 22 tháng 2 năm 1965, qua Công nghị Hồng y, Giáo hoàng Phaolô VI vinh thăng Tổng giám mục Coorey tước vị hồng y Đẳng linh mục Nhà thờ Santi Nereo ed Achilleo.
Ngày 22 tháng 5 năm 1972, Tổng giáo phận Colombo in Ceylon được đổi tên thành Colombo, Hồng y Coorey cũng nhận chức danh mới: Tổng giám mục chính tòa Tổng giáo phận Colombo. Ngày 2 tháng 9 năm 1976, ông từ nhiệm vì lý do tuổi tác theo Giáo luật. Ông qua đời ngày 29 tháng 10 năm 1988. Ngoài các chức danh chính thức phía Tòa Thánh bổ nhiệm, ông còn giữ chức Chủ tịch Hội đồng Giám mục Sri Lanka từ năm 1970 đến năm 1977.
Với tước vị hồng y, hồng Coorey từng tham dự mật nghị hồng y là Mật nghị Hồng y tháng 8 năm 1978, chọn Giáo hoàng Gioan Phaolô I và Mật nghị Hồng y tháng 10 năm 1978, chọn Giáo hoàng Gioan Phaolô II.